# Pirmin August Lindner
Pirmin August Lindner OSB (* 17. Dezember 1848 in Innsbruck als August Lindner; † 27. Februar 1912 in Salzburg) war ein österreichischer Benediktiner und Ordenshistoriker.

## Leben und Werk
August Lindner ging in Innsbruck und Meran zur Schule und studierte von 1868 bis 1875 Theologie in Brixen und Trient. Nach der Priesterweihe (1872) war er Seelsorger in Tirol (in Scharnitz, Schwaz, Tösens, Telfes im Stubai, Oberperfuss, Götzens und Thaur). 1885 trat er in das Benediktinerstift St. Peter in Salzburg ein und erhielt den Ordensnamen Pirmin. Ab 1901 war er Bibliothekar des Klosters. Lindner, der bereits vor seinem Ordenseintritt über die Benediktiner veröffentlicht hatte, stellte sein Leben in den Dienst der Ordensgeschichte, zu der er 46 wissenschaftliche Werke, davon 21 Professbücher (= klösterliche Personalverzeichnisse), publizierte. Anregungen für seine Forschungsinteressen erhielt er von Stephan Prantner (1782–1873) aus dem Stift Wilten, Leodegar Ineichen (1810–1876, letzter Abt von Kloster Rheinau), sowie Amand Thomas Aloys Jung (1814–1889), Bibliothekarsvorgänger in St. Peter.

## Veröffentlichungen (Auswahl)
- Die Schriftsteller und die um Wissenschaft und Kunst verdienten Mitglieder des Benediktiner-Ordens im heutigen Königreich Bayern vom Jahre 1750 bis zur Gegenwart. 2 Bände. Manz, Regensburg 1880. XIII; 316; VIII; 303; 89 Seiten.
- Die Aufhebung der Klöster in Deutschtirol, 1782-1787. Ein Beitrag zur Geschichte Kaiser Joseph's II. Wagner, Innsbruck 1886, 485 Seiten.
- Die Äbte und Mönche der Benediktiner-Abtei Tegernsee von den ältesten Zeiten bis zu ihrem Aussterben (1861) und ihr literarischer Nachlass. Familia S. Quirini in Tegernsee. 2 Bände. Verlag des Historischen Vereins von Oberbayern, München 1897. 318 + 113 Seiten.
- Verzeichnis der Äbte und Mönche des ehemaligen Benediktiner-Stiftes Heilig-Kreuz in Donauwörth (= Mitteilungen des Historischen Vereins für Donauwörth und Umgegend. 2. Jahrgang). Buchhandlung Ludwig Auer, Donauwörth 1905. 44 Seiten.
- Monasticon Metropolis Salisburgensis antiquae, cum supplemento. Verzeichnisse aller Äbte und Pröpste der Männerklöster der alten Kirchenprovinz Salzburg. Supplementum: Verzeichnisse der Äbte und Pröpste der Klöster der jetzigen Erzdiözese Wien nebst Nachträgen und Berichtigungen. Kösel, München/Salzburg/Bregenz 1908–1913 (634 + 46 Seiten).
- Gallia Benedictina oder Übersicht der am Beginne des XVIII. Jahrhunderts bis zum Ausbruch der französischen Revolution (1789) in Frankreich noch bestandenen Männer- und Frauen-Abteien des Benediktiner-Ordens. Kösel, Kempten/München 1909. 62 Seiten.
- Monasticon Episcopatus Augustani antiqui. Verzeichnisse der Äbte, Pröpste und Äbtissinnen der Klöster der alten Diözese Augsburg. Kösel, Kempten 1913. 174 Seiten.
- Germania monastica. Klosterverzeichnis der deutschen Benediktiner und Cisterzienser. Salzburg 1917. Augsburg: Winfried-Werk. Ottobeuren: Bayerische Benediktiner-Akademie, Historische Sektion. 1967. 185 Seiten.

Professbücher
- Professbuch der Benediktiner-Abtei St. Peter in Salzburg (1419-1856). In: Mitteilungen der Gesellschaft für Salzburger Landeskunde. Jahrgang 46, 1906, S. 1–328 (zobodat.at [PDF]).
- Fünf Professbücher süddeutscher Benediktiner-Abteien. Beiträge zu einem Monasticon-benedictinum Germaniae. 5 Bände. J. Kösel, Kempten/München 1909–1910.	
  - 1. Professbuch der Benediktiner-Abtei Wessobrunn. 1909. 89 Seiten.
  - 2. Professbuch der Benediktiner-Abtei Weingarten. 1909. 153 Seiten.
  - 3. Professbuch der Benediktiner-Abtei Zwiefalten. 1910. 114 Seiten.
  - 4. Professbuch der Benediktiner-Abtei Benediktbeuern. 1910. 193 Seiten.
  - 5. Professbuch der Benediktiner-Abtei Petershausen. Mit einem Anhang: Die Äbte und Religiosen der ehemaligen Benediktiner-Reichsabtei Isny. 1910. 64 Seiten.